# 釧路警察署
釧路警察署（くしろけいさつしょ）は、北海道警察釧路方面本部が管轄する警察署の一つである。

## 所在地
- 北海道釧路市黒金町10丁目5番地1
  - 所在機関
  - 北海道警察釧路方面本部
  - 警察庁北海道情報通信部釧路方面情報通信部
  - 自動車安全運転センター釧路方面事務所（警察庁所管法人）

## 沿革
- 1880年（明治13年）9月：根室警察署厚岸分署の管轄として釧路巡査出張所開設。
- 1887年（明治20年）1月：釧路警察署設置。
- 1948年（昭和23年）3月：北海道庁警察部廃止に伴い、釧路地区警察署（国家地方警察）、釧路市警察署、鳥取町警察署（自治体警察）分離発足。
- 1949年（昭和24年）10月：町村合併により、釧路市警察署が鳥取町警察署を合併。鳥取支所が発足。
- 1954年（昭和29年）7月：北海道警察が発足して、釧路市警察と釧路地区警察が統合。釧路方面釧路警察署と改称。

## 組織
- 署長（警視正）
- 副署長（警視）
- 会計課（会計係）
- 警務官兼警務課長
  - 警務課（警務係、犯罪被害者支援係、相談係）
  - 留置管理課（管理係）
- 地域官
  - 地域課（企画係、指令係、実務指導係、水上係、地域係、自動車警ら係）
- 刑事・生活安全官
  - 刑事第一課（強行犯係、鑑識係）
  - 刑事第ニ課（知能犯係、組織犯罪対策係、薬物銃器対策係）
  - 刑事第三課（指導係、盗犯係）
  - 生活安全課（生活安全係、少年係、生活経済・保安係、許可係）
- 交通官
  - 交通第一課（企画・規制係、指導係）
  - 交通第二課（捜査係）
- 警備課（公安係、外事係、警備係）

## 交番・駐在所
括弧内は所在地を表す。

### 釧路市
- 愛国交番（釧路市愛国西1-12-4）
- 駅前交番（釧路市北大通14-1-4）
- 大楽毛交番（釧路市釧路市大楽毛5-8-20）
- 川北交番（釧路市新富9-7）
- 共栄交番（釧路市共栄大通5-2-17）
- 栄町交番（釧路市栄町6-9-1）
- 桜ケ岡交番（釧路市桜ケ岡5-5-7）
- 昭和交番（釧路市昭和南5-33-17）
- 城山交番（釧路市城山1-3）
- 鳥取交番（釧路市鳥取大通2-2-57）
- 鳥取西交番（釧路市鳥取大通9-2-15）
- 富士見交番（釧路市富士見1-1-19）
- 望洋交番（釧路市桜ケ岡1-5-30）
- 美原交番（釧路市美原4-1-1）
- 武佐交番（釧路市武佐4-28-2）
- 釧路空港警備派出所（釧路市鶴丘2-2-2）
- 阿寒湖畔駐在所（釧路市阿寒町阿寒湖温泉2-1-13-1）
- 阿寒駐在所（釧路市阿寒町富士見2-9-1）
- 音別駐在所（釧路市音別町中園1-155）
- 白樺駐在所（釧路市白樺台2-24-1）
- 徹別駐在所（釧路市徹別中央34線6-1）

### 釧路町
- 桂交番（釧路郡釧路町桂5-1）
- 遠矢交番（釧路郡釧路町河畔7-52-2）
- 昆布森駐在所（釧路郡釧路町昆布森3-68）
- 別保駐在所（釧路郡釧路町別保2-7）

### 白糠町
- 白糠交番（白糠郡白糠町東2条南2丁目2-17）※遠隔地交番
- 庶路駐在所（白糠郡白糠町庶路東1線4-5）
- 西庶路駐在所（白糠郡白糠町西庶路東1条北2丁目1-33）

### 鶴居村
- 鶴居駐在所（阿寒郡鶴居村鶴居西4-3）

## 警備艇
- くしろ（41.00 t）

## 備考
- 2009年から地域課長を3人配置して3交替制勤務とした。
- 2010年から機能強化を図るため各課の統合を行い、課長に警視を充て、その下に警部の統括官を配置した。
- 2012年から各課の統括官を課長代理に改称した。
- 2013年から警務課長を除く各課の課長に警部を充て、刑事・生活安全官、交通官ポストを新設した。

## 事件
2013年（平成25年）8月25日夜、若者らが同署管内の桂交番に駐車中のミニパトカーの屋根等に飛び乗り傷を付ける事件があり、その画像がツイッター等に公開されていたことから、釧路署の捜査により同署の捜査員と面識のある漁師の少年2人（いずれも19歳）の犯行であることが判明し、翌26日に少年2人が器物損壊容疑で逮捕された。